# Lourizán
Lourizán ou Saint André de Lourizán est une paroisse civile de la commune de Pontevedra en Espagne. En 2020, elle comptait 3 029 habitants , répartis dans 16 entités de population.

## Localisation
Lourizán est limitrophe au nord de Salcedo et la ria de Pontevedra, au sud de Salcedo et San Xián de Marín, à l'est de Salcedo et à l'ouest de San Xián de Marín et la baie de Pontevedra. La hauteur maximale est de 100 m. 
La côte est découpée et les éléments géographiques les plus notables sont les sommets de Laxe da Rache et Cabo de Praceres et les plages de Placeres et Praíña. 
Lourizán est à quatre kilomètres de Pontevedra, avec laquelle elle est reliée par la quatre voies PO-11 et la route PO-546.
Les lieux-dits les plus importants sont Estribela et Placeres.

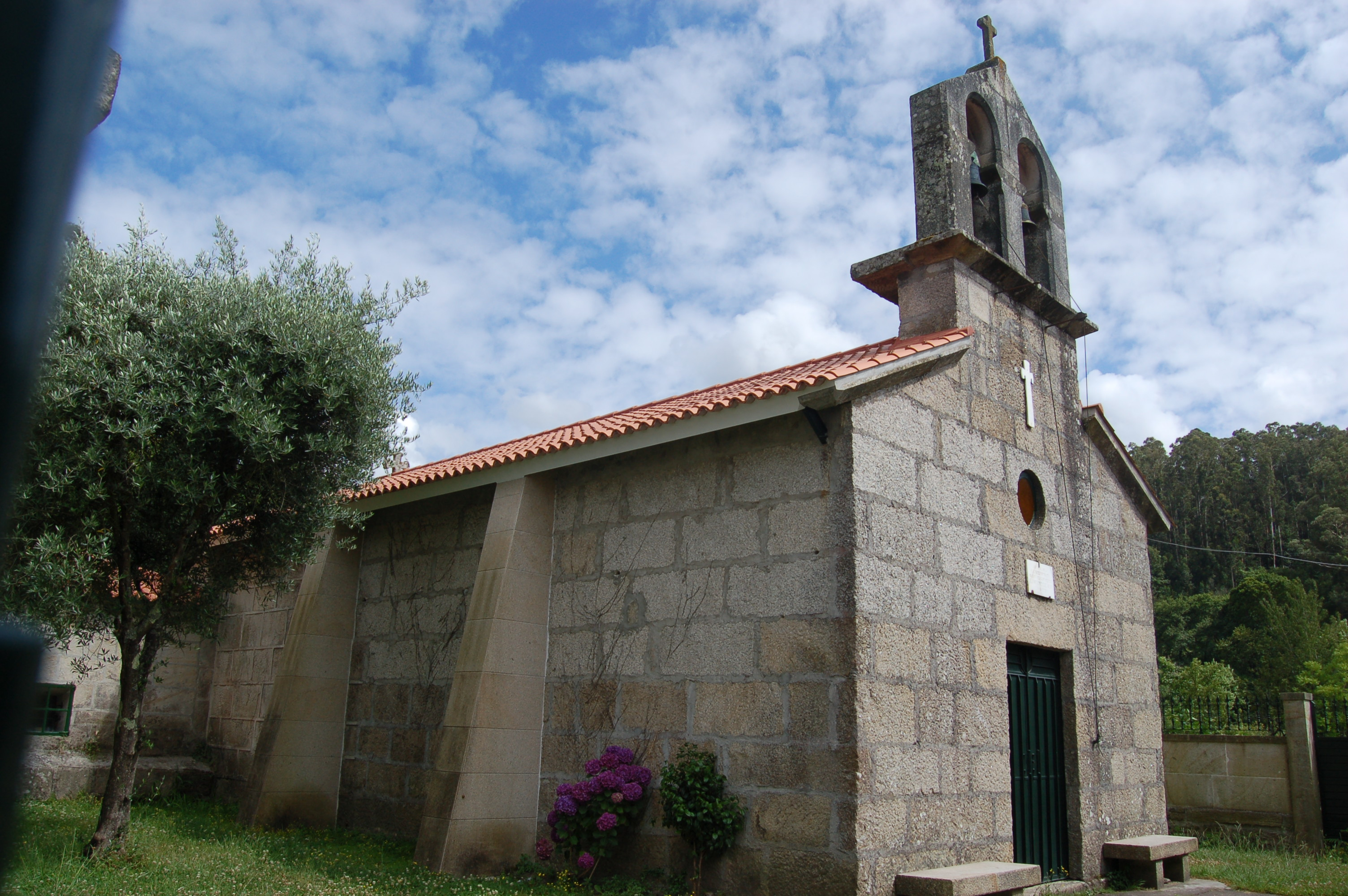
Chapelle de Santo André, ancienne église paroissiale.

## Patrimoine
Le lieu le plus intéressant est le Pazo de Lourizán, domaine d'été de la famille Montero Ríos et aujourd'hui Centre de recherche forestière. 
A noter également l'église Notre-Dame des Placeres (conçue à la fin du XIXe siècle, en 1887, par Alejandro Sesmero) et la chapelle Saint André.

## Fêtes
La fête patronale est célébrée le 30 novembre (Saint André). Notre-Dame des Placeres est également fêtée, généralement au mois de mai.

## Galerie d'images

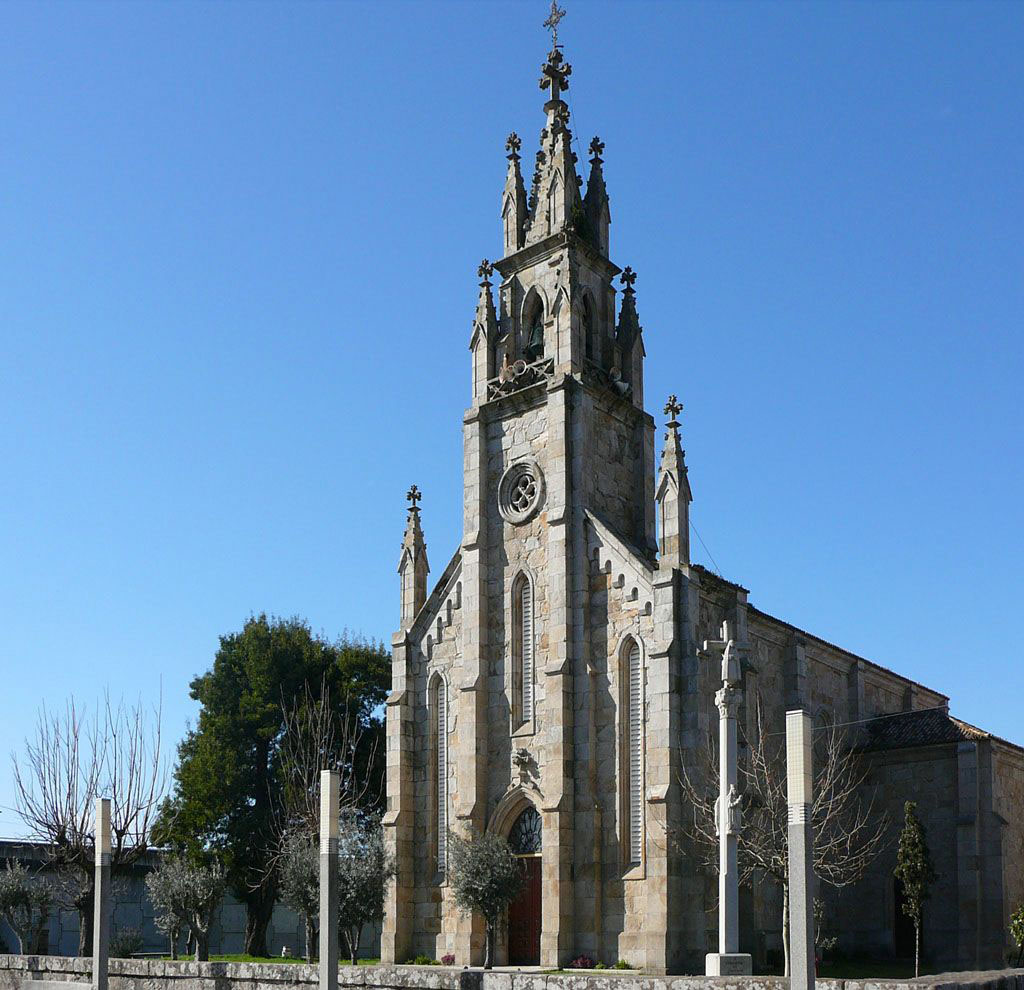
Église Notre-Dame des Placeres
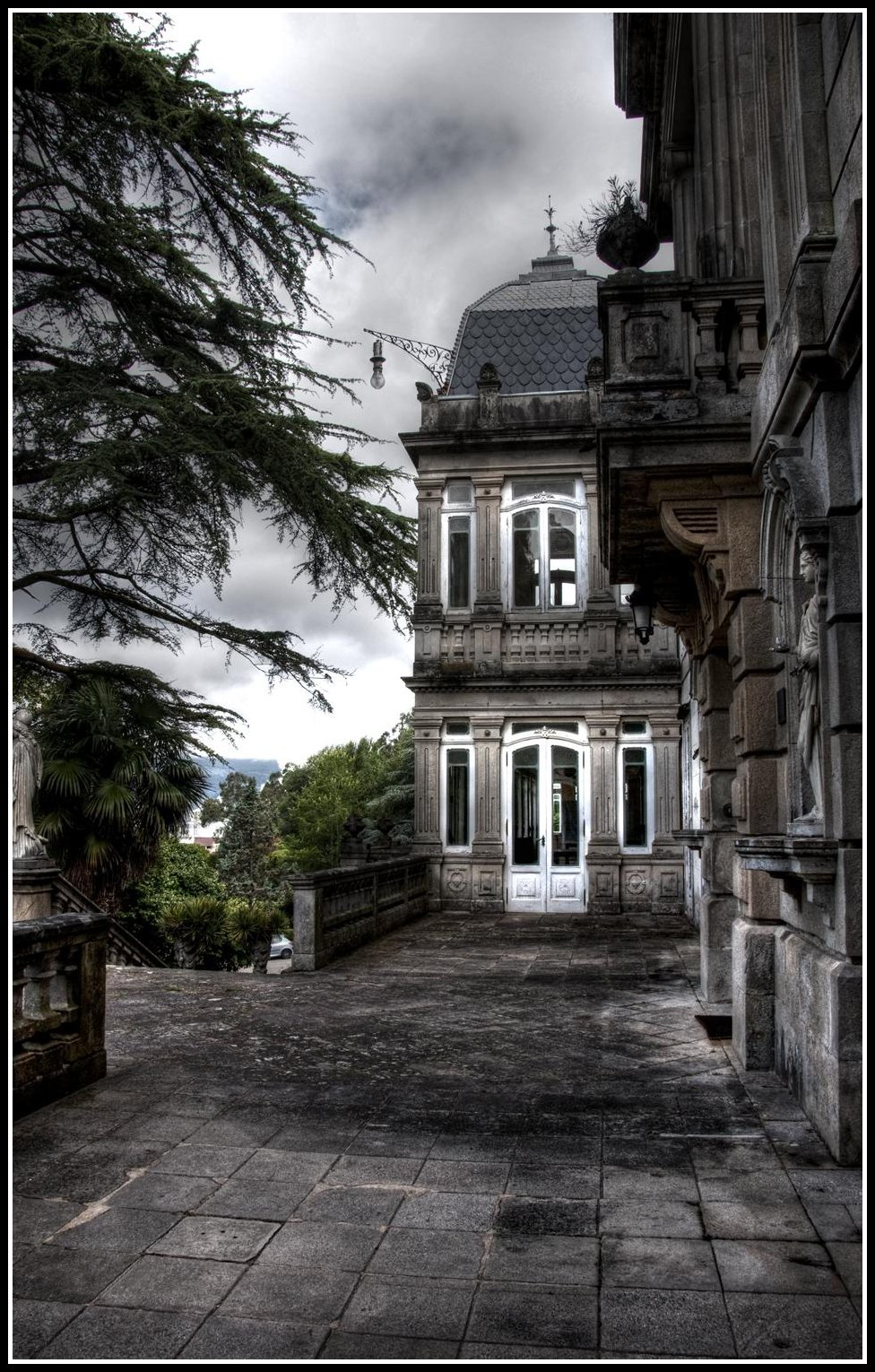
Palais de Montero Ríos
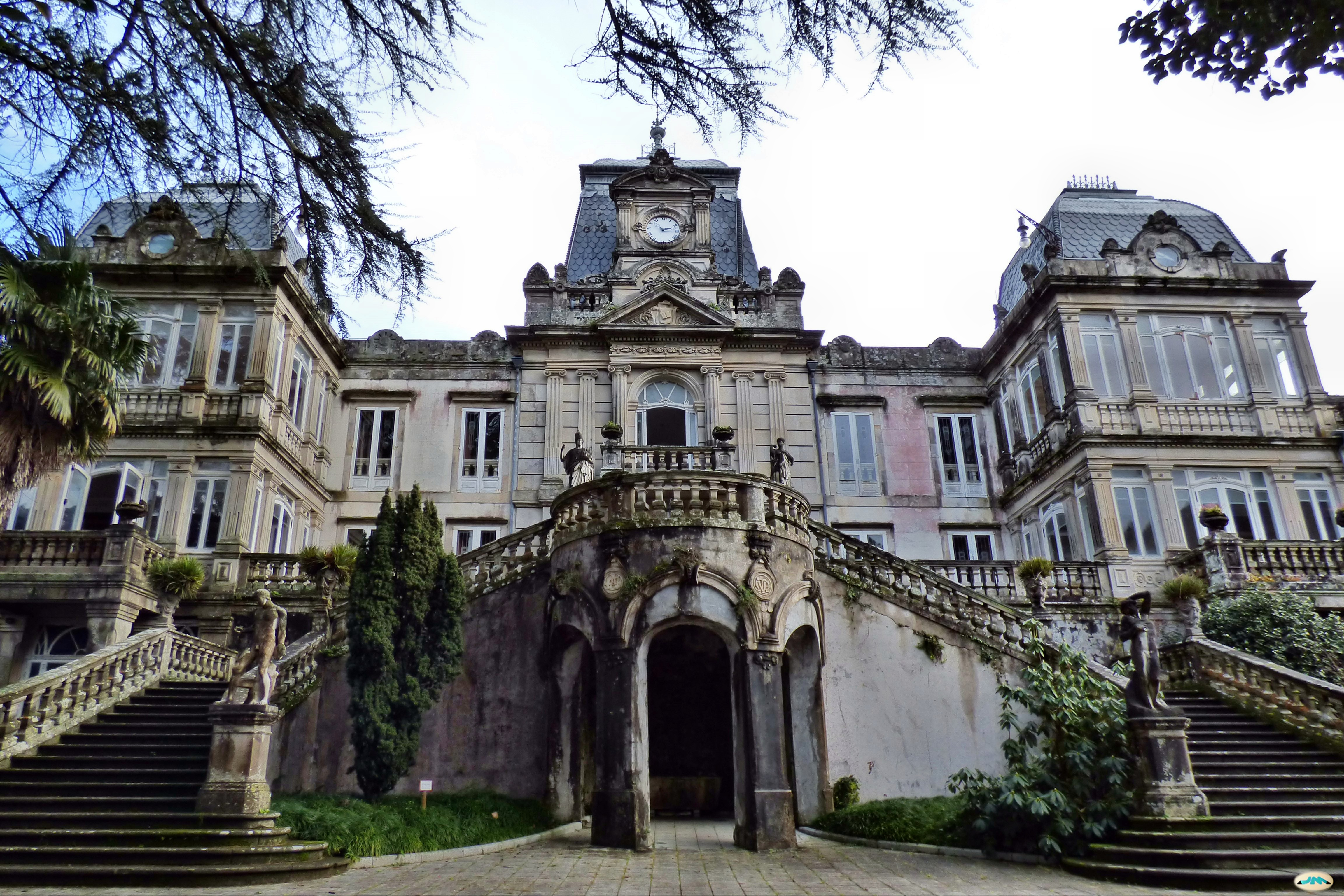
Palais de Lourizán
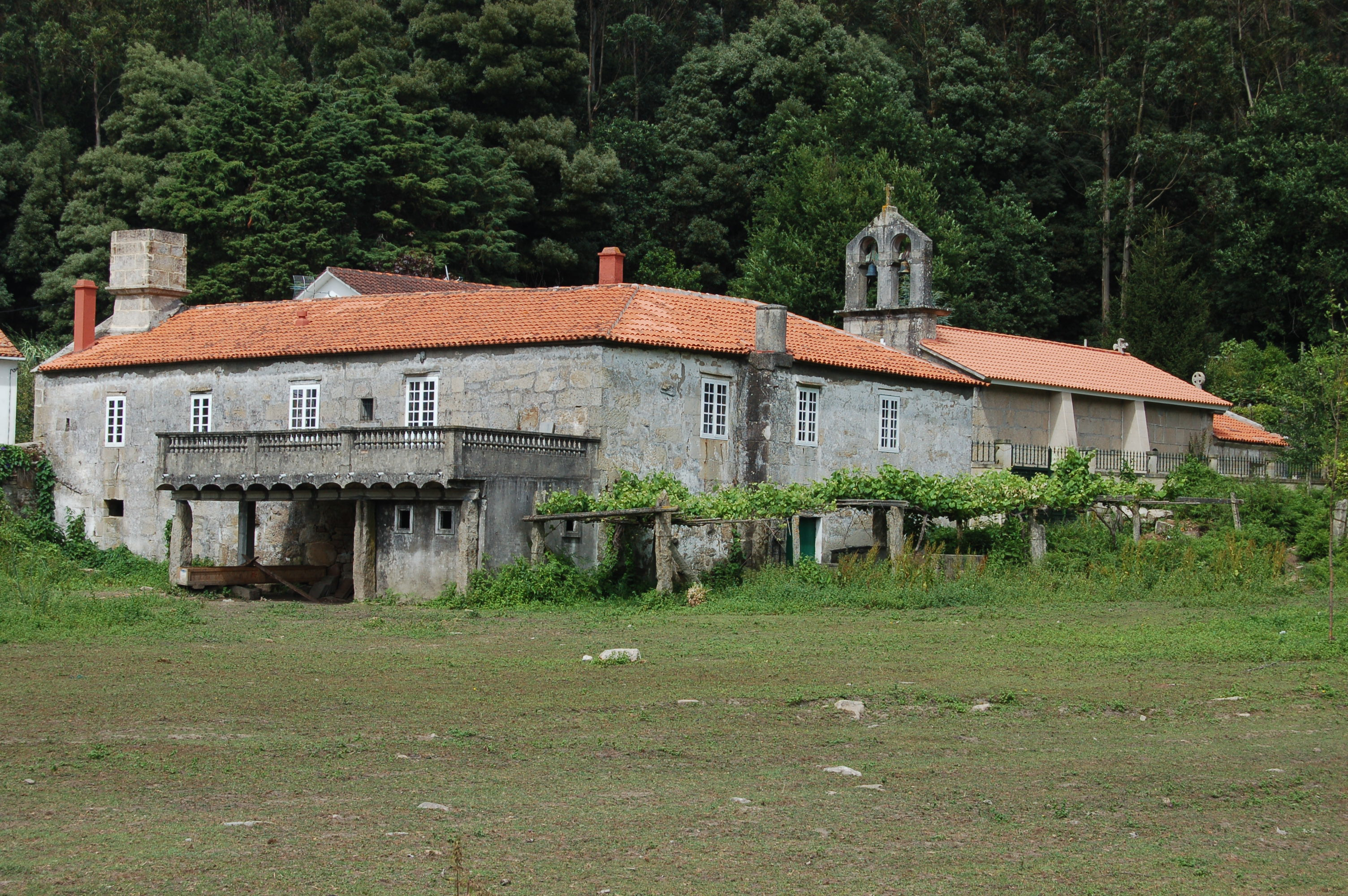
Ancien presbytère.
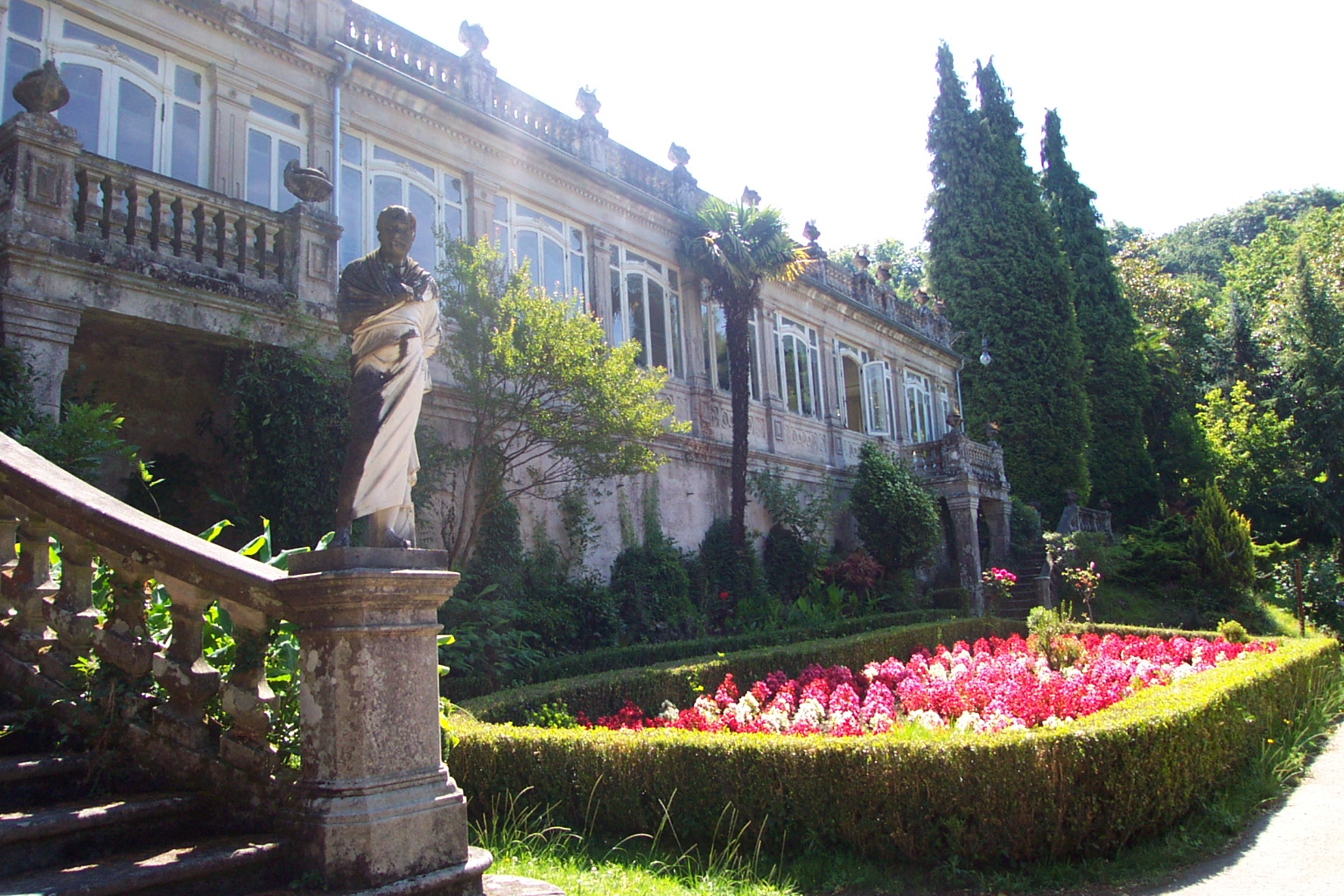
Palais et jardin